# Чаз Палминтери
Чаз Палминтери (на английски: Chazz Palminteri) е американски актьор. 

## Биография
Чаз Палминтери е роден на 15 май 1952 в Бронкс, Ню Йорк. Майка му Роуз е домакиня, а баща му Лоренцо Палминтери е шофьор на автобус.  Той е отгледан в квартал Белмонт в Бронкс.  Палминтери е от сицилиански произход; неговите баба и дядо, Калоджеро Палминтери и Роза Бонфанте, се женят през 1908 г. и имигрират в САЩ през 1910 г. от Менфи в провинция Агридженто, Сицилия.

### Личен живот
Палминтери живее в окръг Уестчестър, Ню Йорк. Той се описва като „много духовен“, благочестив римокатолик.  Женен е и има две деца. Голям фен е на бейзболният отбор Ню Йорк Янкис.

## Избрана филмография
| Година | Филм                   | Оригинално заглавие    | Роля           | Режисьор            |
| ------ | ---------------------- | ---------------------- | -------------- | ------------------- |
| 1991   | Оскар                  | Oscar                  | Кони           | Джон Ландис         |
| 1992   | Невинна кръв           | Innocent Blood         | Тони Силва     | Джон Ландис         |
| 1995   | Обичайните заподозрени | The Usual Suspects     | Дейв Куян      | Брайън Сингър       |
| 1998   | Една нощ в Роксбъри    | A Night at the Roxbury | Г-н Бени Задир | Джон Фортънбъри     |
| 1999   | Анализирай това        | Analyze This           | Примо Сидоне   | Харолд Реймис       |
| 1999   | Стюарт Литъл           | Stuart Little          | Смоуки (глас)  | Роб Минкоф          |
| 1999   | Малък човек            | Little Man             | Уолкън         | Кинен Айвори Уеянс  |
| 2001   | Обратно на земята      | Down to Earth          | Кинг           | Крис Вайц, Пол Вайц |
| 2005   | Диджеят                | In the Mix             | Франк Пачели   | Рон Ъндърууд        |
| 2015   | Легенда                | Legend                 | Анджело Бруно  | Брайън Хелгеланд    |